# Daniel Johnson (piłkarz)
Daniel Anthony Johnson (ur. 8 października 1992 w Kingston) – jamajski piłkarz występujący na pozycji pomocnika w Stoke City oraz reprezentacji Jamajki.

## Kariera klubowa

### Aston Villa
Piłkarz urodzony w Jamajce został zauważony w juniorskim zespole Crystal Palace. Później przeniósł się do akademii Aston Villi. Przez swoją dobrą grę trener Tony McAndrew wręczył mu opaskę kapitana. W rozgrywkach Pucharu Anglii dla młodych zawodników Johnson wraz ze swoim zespołem dotarł do półfinału. Jamajczyk przyciągnął uwagę ówczesnego menedżera Gérarda Houlliera. Houllier zabrał go na mecz czwartej rundy Pucharu Anglii. w styczniu 2011 roku Johnson podpisał profesjonalny kontrakt z Aston Villą. W marcu 2012 roku przedłużył umowę o rok i dwa miesiące, a w czerwcu 2013 roku podpisał nową umowę na dwa lata.

### Yeovil Town
23 października 2012 roku został wypożyczony do Yeovil Town. Johnson zadebiutował w meczu z Shrewsbury Town, jego drużyna wygrała ten mecz 3-1. Po miesiącu spędzonym na wypożyczeniu, powrócił na Villa Park.

### Chesterfield
8 sierpnia 2014 roku został wypożyczony na trzy miesiące do Chesterfield, drużyny występującej w sezonie 2014/15 w League One.

### Oldham Athletic
10 listopada 2014 roku został wypożyczony do Oldham Athletic, na okres dwóch miesięcy.

### Preston North End
23 stycznia 2015 opuścił klub Aston Villa i przeszedł do Preston North End za kwotę 65 tysięcy euro.

## Kariera reprezentacyjna
W reprezentacji Jamajki zadebiutował 14 listopada 2020 w meczu z Arabią Saudyjską. Pierwszą bramkę w kadrze zdobył trzy dni później w  starciu z tym samym rywalem.